# 徳島・淡路父子放火殺人事件
徳島・淡路父子放火殺人事件（とくしま・あわじおやこほうかさつじんじけん）とは、2001年（平成13年）4月20日から同年4月21日に徳島県徳島市、兵庫県淡路島で発生した殺人事件。
2012年（平成24年）10月に岡山県岡山市で被疑者の男が病死していたことが判明し、逮捕には至らなかった。

## 事件の概要
2001年4月20日未明、徳島県徳島市吉野本町の県営住宅の一室で火災が発生。現場の焼け跡から無職の男性（当時66歳）の遺体が発見された。翌日4月21日深夜、兵庫県津名郡五色町（現・洲本市）の別荘造成地で火災が発生。焼け跡から男性と同居していた長男（当時38歳）が遺体で発見された。
2人の死因は火災によるものではなかった。遺体は鈍器で頭を殴られ、首を絞められたことが判明。男性の自宅からは預金通帳4冊（総額4000万円）と印鑑がなくなっていた。約1ヶ月後、徳島県警察による捜査の結果、父子の接点のある被疑者の男（当時40歳）が浮上。しかし男の姿はなかった。男の軽トラックから長男の血痕が発見される。被疑者特定から程なく男は全国に指名手配された。

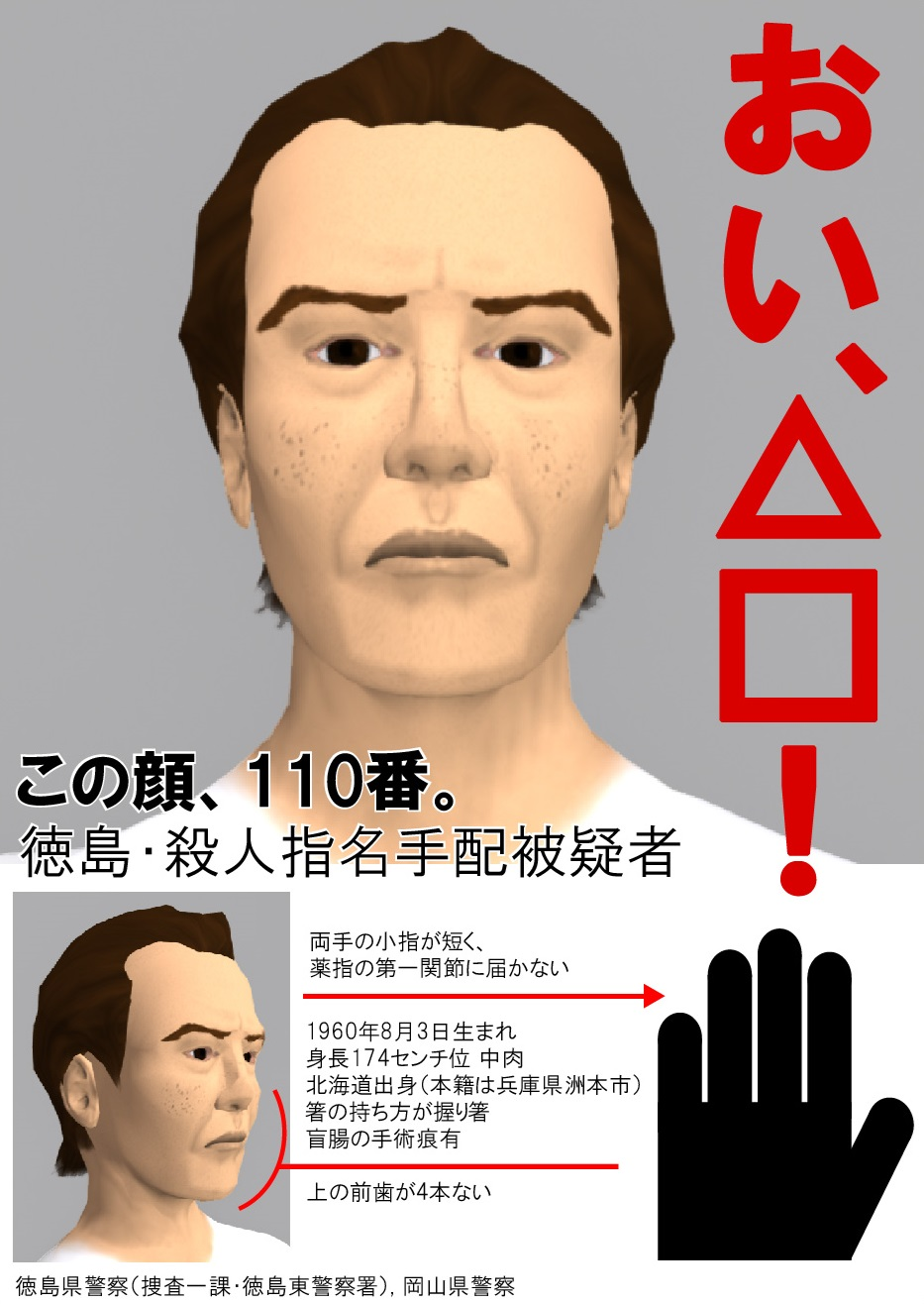
指名手配ポスターのイメージ

2004年以後に作成された指名手配書には従前のものにはない、「おい、◯◯!（◯◯は被疑者の姓）」という文字が配されている。これは一般の人の目を引く効果と、これを目にした被疑者に対するプレッシャーを意図したという。この「おい、○○!」と記された指名手配書は、被疑者の病死が確認される（後述）までの8年間で108万枚が全国に配布された。
2004年4月20日及び同年4月21日、被害者父子の死体遺棄・死体損壊容疑の公訴時効が成立し、強盗殺人容疑で継続捜査となった。2010年9月9日に警察庁捜査特別報奨金対象事件に指定された。

## 被疑者の特徴
被疑者には以下の特徴があった。
- 1960年8月3日生まれ
- 身長174センチ位
- 中肉
- 北海道出身（本籍は兵庫県洲本市）
- 上の前歯が4本ない
- 両手の小指が短く、薬指の第一関節に届かない
- 箸の持ち方が握り箸
- 盲腸の手術痕有

## 被疑者の死亡
2012年10月20日、岡山県岡山市北区で被疑者の男が病死していたことが確認された。
岡山県警察によると、10月19日午後9時5分頃、岡山市北区の雑居ビル内で男が倒れているところを同居女性が見つけて119番したが、午後10時15分ごろに死亡し、警察が検死を行ったが、この時点ではこの人物が指名手配犯であるとは気づかなかった。翌10月20日に同居女性が葬儀業者に連絡した際に葬儀業者が偽名ではないかとして警察に相談し、改めて指紋の照合をしたところ指名手配犯であることが判明した。同居女性は「2005年頃から偽名とは分かっていたが、殺人事件の指名手配犯とは知らなかった。職には就いていなかった」と説明している。
司法解剖の結果、男の死因は心タンポナーデであった。死亡時の男は額の髪の生え際が後退し、頭頂部も薄くなっているなど指名手配書に掲載されていた写真とは別人の如く風貌が変わっていた。そのため、近隣住民は男について「短髪で目はつり上がり、ポスターの写真とは全く似ておらず、頬がこけていた」と話すなど男が顔を隠さずに出歩いても指名手配犯だとは全く気付かなかった。男の病死が確認されるまでに寄せられた男に関する情報は約4400件だった。
12月5日、徳島県警察は男を被疑者死亡のまま、強盗殺人・殺人・現住建造物等放火容疑で徳島地方検察庁に書類送検、同月12日に被疑者死亡で不起訴処分となった。

## 警察庁捜査特別報奨金
警察庁捜査特別報奨金対象事件で被疑者が逮捕されないままの死亡確認は今回が初めてだった。捜査特別報奨金については、「被疑者死亡で発見され、逮捕など事件の解決につながった情報はない」と判断されるとして、支払われない方針である。